# Championnats du monde de descente de canoë-kayak 2022
Navigation
Édition précédente Édition suivante
Les championnats du monde de descente de canoë-kayak 2022, trente-huitième édition des championnats du monde de descente en canoë-kayak, ont lieu du 3 au 6 juin 2022 à Treignac, en France.

## Résultats

### Classique

#### K1
| Épreuves          | Or                                                   | Argent                                                    | Bronze                                                   |
| ----------------- | ---------------------------------------------------- | --------------------------------------------------------- | -------------------------------------------------------- |
| Individuel femmes | Manon Hostens France                                 | Mathilde Serena Rosa Italie                               | Claire Bren France                                       |
| Individuel hommes | Quentin Bonnetain France                             | Maxence Barouh France                                     | Max Hoff Allemagne                                       |
| Par équipe femmes | Phénicia Dupras Manon Hostens Claire Bren France     | Mathilde Serena Rosa Maya Bagnato Giulia Formenton Italie | Klara Vankova Marie Nemcova Kristina Novosadova Tchéquie |
| Par équipe hommes | Quentin Bonnetain Maxence Barouh Félix Bouvet France | Max Hoff Andreas Heilinger Finn Hartstein Allemagne       | Adam Satke Vojtěch Matějček Mikulas Zapletal Tchéquie    |

#### C1
| Épreuves          | Or                     | Argent                 | Bronze                   |
| ----------------- | ---------------------- | ---------------------- | ------------------------ |
| Individuel femmes | Cecilia Panato Italie  | Marie Nemcova Tchéquie | Laura Fontaine France    |
| Individuel hommes | Ondřej Rolenc Tchéquie | Théo Viens France      | Ancelin Gourjault France |

#### C2
| Épreuves | Or                                        | Argent                                 | Bronze                                   |
| -------- | ----------------------------------------- | -------------------------------------- | ---------------------------------------- |
| Hommes   | Stéphane Santamaria Quentin Dazeur France | Daniel Suchánek Ondřej Rolenc Tchéquie | Ancelin Gourjault Nicolas Sauteur France |

### Sprint

#### K1
| Épreuves          | Or                                                    | Argent                                                      | Bronze                                               |
| ----------------- | ----------------------------------------------------- | ----------------------------------------------------------- | ---------------------------------------------------- |
| Individuel femmes | Manon Hostens France                                  | Klara Vankova Tchéquie                                      | Mathilde Serena Rosa Italie                          |
| Individuel hommes | Nejc Žnidarčič Slovénie                               | Maxence Barouh France                                       | Vojtěch Matějček Tchéquie                            |
| Par équipe femmes | Phénicia Dupras Manon Hostens Tara Ince France        | Mathilde Serena Rosa Cecilia Panato Guilia Formenton Italie | Klara Vankova Marie Nemcova Tereza Kneblova Tchéquie |
| Par équipe hommes | Adam Satke Vojtěch Matějček Mikulas Zapletal Tchéquie | Augustin Reboul Maxence Barouh Félix Bouvet France          | Léo Montulet Samuel Pype Joren Bogaerts Belgique     |

#### C1
| Épreuves          | Or                     | Argent                 | Bronze                   |
| ----------------- | ---------------------- | ---------------------- | ------------------------ |
| Individuel femmes | Marie Nemcova Tchéquie | Laura Fontaine France  | Cecilia Panato Italie    |
| Individuel hommes | Quentin Dazeur France  | Nicolas Sauteur France | Ancelin Gourjault France |

#### C2
| Épreuves | Or                                        | Argent                              | Bronze                                 |
| -------- | ----------------------------------------- | ----------------------------------- | -------------------------------------- |
| Hommes   | Stéphane Santamaria Quentin Dazeur France | Pierre Troubady Hugues Moret France | Daniel Suchánek Ondřej Rolenc Tchéquie |

## Tableau des médailles
| Rang  | Nation    | Or | Argent | Bronze | Total |
| ----- | --------- | -- | ------ | ------ | ----- |
| 1     | France    | 9  | 7      | 5      | 21    |
| 2     | Tchéquie  | 3  | 3      | 4      | 10    |
| 3     | Italie    | 1  | 3      | 2      | 6     |
| 4     | Slovénie  | 1  | 0      | 0      | 1     |
| 5     | Allemagne | 0  | 1      | 1      | 2     |
| 6     | Belgique  | 0  | 0      | 2      | 2     |
| Total | Total     | 14 | 14     | 14     | 42    |